# Harry Allen (homme trans)
Pour les articles homonymes, voir Harry Allen et Allen.
Harry Allen ou Harry Livingston (1882 - 27 décembre 1922) est un homme transgenre américain du nord-ouest du Pacifique qui a fait l'objet d'une couverture sensationnelle dans les journaux locaux et nationaux de 1900 jusqu'à sa mort en 1922. 
Les journaux ont couvert ses délits mineurs associés à sa vie en marge de la société tels que cambriolage, conduite désordonnée, trouble à l'ordre public et vagabondage,,,,,,,.

## Famille et jeunesse
Allen est né dans l'Indiana de Robert P. Pickerell et Jennie Gordon. La famille Pickerell déménage dans le quartier North End de Seattle vers 1894. Jennie Pickerell a indiqué qu'Allen était autorisé à porter des vêtements pour garçons et à s'adonner à son intérêt pour les activités masculines dès son plus jeune âge. Même avec tous ses démêlés avec la loi, sa mère a souvent été citée le défendant dans le journal et témoignant pour le soutenir devant un juge,,.

## Alias
Il a reçu une attention médiatique disproportionnée en réaction à son rejet catégorique d'une attribution de genre féminine et à son refus des exigences sociales qui lui imposaient de s'habiller et de se comporter selon des normes féminines. Ces histoires émoustillantes - « grande copie de buvards de la police » - faisaient constamment référence à lui avec le pronom elle et utilisaient son deadname, publié dans de nombreux reportages à son sujet à l'époque aux côtés de son nom choisi ; ces récits mentionnent également le fait qu'Allen s'est offensé de cela et a insisté pour ne pas être, en termes modernes, mégenré. Son nom était Harry Livingston de 1900 à 1911, puis Harry Allen par la suite, mais il est connu pour avoir utilisé à une occasion au moins le nom de George Allen. Il est rapporté que la mère de Harry a utilisé le nom qu'il a choisi pour se référer à lui et a demandé de ses nouvelles par ce nom lorsqu'elle a appelé le poste de police pour savoir quand il serait libéré.

## Emploi
Allen a occupé de nombreux types d'emplois, tels que serveur, commis d'hôtel, barman, videur, matelot et vacher,,,. Il était un combattant en herbe et un boxeur qualifié. Chaque fois que la police tentait d'arrêter Allen, il ripostait et les agents devaient lui passer les menottes. Parfois, il a utilisé des tactiques de combat de rue telles que mordre les mains des officiers et lancer des pierres[réf. nécessaire].

## Suicides de ses partenaires amoureuses
Quatre femmes se seraient suicidées après avoir eu une relation amoureuse avec Harry Allen : Dolly Quappe, Hazel Walters, Pearl Waldron, Gertie Samuels. En raison de rapports incohérents et d'allégations faites par Allen selon lesquelles au moins une des histoires de suicide a été inventée par un journaliste à Seattle qui voulait ainsi gagner de l'argent, il est possible que les deux ou l'une des histoires de suicide de Hazel Walters et Gertie Samuels soit fausse . Les articles qui mentionnent H. Walters et G. Samuels par leur nom contiennent parfois des erreurs, et transposent dans le récit de la mort de Hazel Walters la cause du décès de Dolly Quappe. De plus, alors que les histoires de Dolly Quappe et Pearle Waldron incluent des détails tels que leur adresse de résidence, leur lieu de naissance, leur famille et un récit de leur traitement par les médecins, les histoires de Gertie Samuels et Hazel Walters manquent de ces détails et ne font aucune mention des arrangements funéraires.
Allen était connu pour être un homme à femmes qui poursuivait de ses assiduités plusieurs femmes à la fois, y compris des femmes mariées,. Parmi les nombreuses femmes qu'il recherchait ou qui le recherchaient, quatre seraient mortes par suicide. La première était Dolly Quappe, qui sortait avec Allen depuis trois semaines au moment de sa mort le 25 décembre 1901. Le Seattle Star (en) a rapporté que Quappe ne savait pas qu'Allen était trans avant qu'il ne soit arrêté - soupçonné d'avoir volé un pardessus lors d'une danse à Ballard. Après le suicide de D. Quappe, les journaux ont rapporté les témoignages des geôliers d'Allen selon lesquels il avait plaisanté avec eux sur le fait d'avoir trompé D. Quappe sur son genre. Lorsqu'il a été libéré, le jour de Noël, Dolly Quappe lui a demandé de s'expliquer au sujet de sa relation avec une autre jeune femme, Mabel Lacke. Ils se sont battus et Quappe a arraché la chaîne de montre d'Allen qui contenait un médaillon avec une photographie de Lacke,. Quappe était tellement en colère qu'elle avait menacé de tuer Allen et de se suicider. Plus tard dans la journée, on a découvert qu'elle avait ingéré de l'acide carbolique, acheté dans une pharmacie, et qu'elle était décédée ce soir-là,. Le Seattle Star a rapporté que la cause de sa détresse était la jalousie qu'elle ressentait en apprenant la duplicité d'Allen, mais d'autres journaux de la région ont laissé entendre ou déclaré que cela était également dû à la découverte de la transidentité d’Allen dont Quappe n’était pas au courant. Selon le Victoria Daily Times, une partie de l'engouement de Quappe pour Allen était qu'il présentait une ressemblance avec un homme avec qui elle avait déjà été fiancée et qui l'avait quittée pour épouser une autre femme. Après sa mort, Allen a insisté sur le fait que Quappe savait qu'il était transgenre, mais la police ne l'a pas cru car dans toutes leurs lettres, elle l'appelait Harry Livingston.
La deuxième femme à se suicider à cause d'un chagrin causé par Allen est Hazel Walters,. Le rapport du journal de Walla Walla, The Evening Statesman a transposé à tort l'histoire de la mort de Quappe dans celle de Walters, mais il date sa mort du mois de mars 1902. Selon un profil publié par The Seattle Star en 1915, Hazel Walters s'était jetée d'une « falaise » à Madrona Park (Seattle) parce qu'elle avait découvert qu'il « était une femme ». Walters a laissé une note disant « Je t'aime, Harry, même si tu es un mensonge vivant ».
Le troisième des amantes d'Allen à mourir par suicide fut Pearl Waldron, qui se tira une balle dans la poitrine avec un revolver de calibre 32 à Denny Park (Seattle) le 4 novembre 1903. P. Waldron et Allen s'étaient rencontrés lors d'un bal à Georgetown. Waldron a été retrouvée gisant ensanglantée dans le parc par un passant qui a appelé la police et l'ambulance. Elle a été emmenée à l'hôpital et les médecins ont travaillé pour retirer la balle pendant plus de deux heures, avant de renoncer, car elle se trouvait à proximité d'organes vitaux. Pendant plus d'une heure après sa prise en charge, Waldron a refusé de donner son nom ou son adresse. Quand elle a finalement cédé, elle a également demandé que l'on envoie chercher Harry Livingston. Waldron n'a jamais déclaré que son suicide était lié à Allen. La presse et le public ont lancé la rumeur selon  laquelle elle aurait été conduite au suicide à la suite du choc et du désespoir en découvrant le sexe d'Allen,,. La mère d'Allen a dit à la police et à la presse qu'elle était sûre que Waldron le savait, mais les amis de Waldron ont insisté sur le fait qu'elle ne le savait pas et qu'elle ne le connaissait que sous le nom de Harry Livingston. Par coïncidence, Waldron avait une sœur qui s'était également suicidée en raison d'un amour non réciproque.
La quatrième des amantes d'Allen à mourir par suicide est Gertie Samuels, en janvier 1909. Selon certaines informations, Samuels s'est tiré une balle dans la poitrine après qu'Allen l'ait laissée à l'autel parce qu'ils ne pouvaient pas se marier car considérés à l’époque comme couple homosexuel.

## Incarcération
Le 26 septembre 1911, Allen est arrêté pour avoir vendu de l'alcool à un autochtone à Spokane, Washington. Il s'agit de la première accusation pour laquelle la police détient Allen pendant une période prolongée en attendant un procès pénal. Pendant son incarcération, le chef de la police de Spokane a tenté de forcer Allen à porter des jupes et des sous-vêtements féminins. La presse et le public étaient suffisamment intéressés par le type de vêtements qu'il portait pour publier au moins cinq articles au cours de son séjour de deux mois à la prison du comté axés sur la question de savoir si Allen avait enfilé une jupe ou pas,,,,. Le chef de la police a donné à Allen un ultimatum lui demandant de choisir entre l'isolement ou porter une robe lorsque la prison a rouvert son quartier des femmes, mais Allen est resté dans les vêtements de son choix pendant tout son séjour à la prison du comté,.

## Décès
Allen est décédé d'une méningite syphilitique en 1922[réf. souhaitée], à l'âge de 40 ans.